# Snakestorm
Snakestorm är en svensk hårdrocksgrupp som släppte sitt debutalbum Choose Your Finger 2010.

## Medlemmar
- Jesper Heijkenskjöld[3] - gitarr
- Johan Meiton - sång, bas
- Henke Borg - trummor
- Pontus Andersson - gitarr

## Diskografi

### Album
- 2010 - Choose Your Finger